# Macédoine du Nord aux Jeux olympiques d'hiver de 2022
La Macédoine du Nord  participe aux Jeux olympiques d'hiver de 2022 à Pékin en Chine du 9 au 20 février 2022. Il s'agit de sa septième participation à des Jeux d'hiver.
La délégation officielle compte deux hommes et une femme ; les porte-drapeau sont le skieur alpin Dardan Dehari et la fondeuse Ana CvetanovskaLa délégation olympique est conduite par le directeur sportif du CNO, Vladimir Bogoevski. 

## Athlètes engagés
| Sport       | Hommes | Femmes | Total |
| ----------- | ------ | ------ | ----- |
| Ski alpin   | 1      | 0      | 1     |
| Ski de fond | 1      | 1      | 2     |
| Total       | 2      | 1      | 3     |

## Résultats

### Ski alpin
Dardan Dehari, skieur macédonien de 31 ans, parvient à décrocher un quota sur le slalom. Ce sont ses premiers Jeux bien qu'il ait participé à 8 éditions des championnats du monde depuis 2007.
| Athlète       | Épreuve | 1re manche | 1re manche | 2e manche | 2e manche | Total   | Total   |
| Athlète       | Épreuve | Temps      | Rang       | Temps     | Rang      | Temps   | Rang    |
| ------------- | ------- | ---------- | ---------- | --------- | --------- | ------- | ------- |
| Dardan Dehari | Slalom  | Forfait    | Forfait    | Forfait   | Forfait   | Forfait | Forfait |

### Ski de fond
La Macédoine du Nord décroche deux quotas  :
- Ana Cvetanovska (126,98 points FIS) sera engagée sur le 15 km skiathlon et 10 km classique ;
- Stavre Jada (63,77 points FIS) sera engagé sur le sprint libre 1,5 km et 50 km libre ; ce sont ces deuxièmes Jeux olympiques.

| Athlète         | Épreuve                               | Temps             | Rang |
| --------------- | ------------------------------------- | ----------------- | ---- |
| Stavre Jada     | 50 km libre hommes 30 km libre hommes | 1 h 25 min 41 s 8 | 56e  |
| Ana Cvetanovska | 10 km classique femmes                | 39 min 57 s 7     | 95e  |

| Athlète     | Épreuve           | Qualification | Qualification | Quart de finale | Quart de finale | Demi-finale | Demi-finale | Finale  | Finale  |
| Athlète     | Épreuve           | Temps         | Rang          | Temps           | Rang            | Temps       | Rang        | Temps   | Rang    |
| ----------- | ----------------- | ------------- | ------------- | --------------- | --------------- | ----------- | ----------- | ------- | ------- |
| Stavre Jada | Individuel hommes | 3 min 29 s 13 | 86e           | Éliminé         | Éliminé         | Éliminé     | Éliminé     | Éliminé | Éliminé |